# صموئيل إس. ألسويرث
صموئيل إس. ألسويرث (بالإنجليزية: Samuel S. Ellsworth)‏ هو قاضي وسياسي أمريكي، ولد في 13 أكتوبر 1790 في بونال في الولايات المتحدة، وتوفي في 4 يونيو 1863. حزبياً، نشط في الحزب الديمقراطي. وقد انتخب عضو جمعية ولاية نيويورك وانتخب عضو مجلس النواب الأمريكي.